# Stowarzyszenie Kombatantów Misji Pokojowych ONZ
Stowarzyszenie Kombatantów Misji Pokojowych ONZ (SKMP ONZ) – organizacja pożytku publicznego, skupiająca w swych szeregach weteranów – uczestników misji pokojowych, stabilizacyjnych i humanitarnych realizowanych pod egidą Organizacji Narodów Zjednoczonych a także – z upoważnienia Rady Bezpieczeństwa ONZ – pod kierownictwem innych organizacji międzynarodowych m.in. NATO, UE, których celem jest utrzymanie pokoju i bezpieczeństwa w różnych regionach świata oraz wygaszanie konfliktów zbrojnych i pomoc miejscowej ludności.
Stowarzyszenie od 2013 r. jest członkiem Światowej Federacji Weteranów

## Główne cele
- popularyzacja zaangażowania żołnierzy Wojsk Polskich w misjach zagranicznych poprzez organizowanie seminariów oraz konferencji popularnonaukowych, wydawanie albumów, organizowanie wystaw w muzeach i klubach garnizonowych, spotkania z młodzieżą szkolną i akademicką;
- integracja środowiska weteranów działań poza granicami państwa;
- wspieranie byłych uczestników misji pokojowych i stabilizacyjnych, będących w trudnej sytuacji zdrowotnej i materialnej.

W zakresie realizacji celów Stowarzyszenie współpracuje m.in.: z Biurem Bezpieczeństwa Narodowego, MON, MSZ, MSWiA, Urzędem ds. Kombatantów i Osób Represjonowanych, Ordynariatem Polowym Wojska Polskiego, Prawosławnym Ordynariatem Wojska Polskiego, Ewangelickim Duszpasterstwem Wojskowym, Międzynarodowym Stowarzyszeniem Żołnierzy Pokoju oraz Światową Federacją Weteranów.

## Historia
Decyzja o powołaniu Stowarzyszenia była reakcją na Uchwałę Światowej Federacji Kombatantów, przyjętej na Zjeździe w Seulu w listopadzie 1997 r. w sprawie rozszerzenia pojęcia „kombatant” na uczestników misji pokojowych. 
Prace nad organizacją w Polsce trwały od 1998 r. Powstała grupa inicjatywna pod kierownictwem gen. dyw. w st. spocz. dr Romana Misztala, który był pierwszym dowódcą Sił ONZ na Bliskim Wschodzie. Zebrano grupę założycielską (28.10.1998 r.). Powołano Komitet Organizacyjny (23.03.1999 r.). 
W dniu 31.05.1999 r. Stowarzyszenie uzyskało osobowość prawną i postanowieniem Sądu Okręgowego w Warszawie zostało wpisane do rejestru w dziale A poz. RST 3713.

I Krajowy Zjazd Delegatów odbył się 10.09.1999 r. Podczas Zjazdu wybrano Zarząd Główny i Główną Komisję Rewizyjną. 
Prezesem Zarządu Głównego został gen. bryg. w st. spocz. dr Tadeusz Cepak, który pełnił obowiązki Prezesa do 2006 r. Z dniem 3 marca 2007 r. obowiązki Prezesa objął gen. bryg. w st. spocz. dr Stanisław Woźniak, który 15.10.2011 r. ponownie został wybrany na stanowisko Prezesa Zarządu Głównego. 
W dniu 17 października 2015 r. gen. bryg. w st. spocz. dr Stanisław Woźniak został wybrany na stanowisko Prezesa Zarządu Głównego na kolejną czteroletnią kadencję.
Początkowo Zarząd Główny mieścił się w Warszawie przy ul. Banacha 2. Obecna siedziba Zarządu Głównego Stowarzyszenia – Warszawa, Al. Niepodległości 141, p. 407.
W październiku 1999 r. powstało pierwsze koło Stowarzyszenia – w Bydgoszczy.

## Struktura
Prezesem Stowarzyszenia jest gen. bryg. w st. spocz. dr Stanisław Woźniak. 
Bieżącą działalnością Stowarzyszenia kieruje 17-osobowy Zarząd Główny. 
Strukturę organizacyjną tworzą: władze naczelne i terenowe, koła i kluby środowiskowe. 
Władzami naczelnymi są: 
- Krajowy Zjazd Delegatów,
- Zarząd Główny,
- Główna Komisja Rewizyjna.

Władzami koła są: 
- Ogólne Zebranie Członków Koła,

- Zarząd Koła,

- Komisja Rewizyjna Koła.

Władze Stowarzyszenia wybierane są na 4-letnią kadencję. 
Utworzono 50 kół terenowych. 
Stowarzyszenie na dzień 31.01.2015 r. liczyło ponad 3000 członków, w tym 43 honorowych. 
Członkiem honorowym Stowarzyszenia jest m.in. kardynał Henryk Gulbinowicz

## Certyfikat uczestnika Misji Pokojowej i Stabilizacyjnej
Certyfikat jest nadawany uczestnikom misji pokojowych lub stabilizacyjnych przez Stowarzyszenie od 2009 r.
Dokument posiada numer ewidencyjny, zawiera informacje o stopniu wojskowym, imieniu i nazwisku uczestnika, rejonie pełnienia misji pokojowej lub stabilizacyjnej bądź wszystkich terminów i miejsc pełnienia służby. Jest opatrzony pieczęcią Zarządu Głównego Stowarzyszenia i podpisany przez Prezesa. 
Projektantem certyfikatu jest płk Ryszard Keller.

## Medal „Za zasługi dla Stowarzyszenia Kombatantów Misji Pokojowych ONZ”

Baretka Medalu „Za zasługi dla SKMP ONZ”

Medal „Za zasługi dla Stowarzyszenia Kombatantów Misji Pokojowych ONZ” jest wręczany osobom i instytucjom za szczególne zasługi na rzecz weteranów działań poza granicami państwa, które w istotny sposób wspierają cele statutowe Stowarzyszenia. 
Medal zaprojektowali: ppłk Ryszard Gielniewski oraz Magdalena Sąsiadek.
Medalem zostali wyróżnieni m.in.: Minister Obrony Narodowej Tomasz Siemoniak, Szef Biura Bezpieczeństwa Narodowego prof. Stanisław Koziej, Szef Sztabu Generalnego WP gen. Mieczysław Cieniuch, Dowódca Operacyjny Sił Zbrojnych gen. broni Edward Gruszka, Dowódca Garnizonu Miasta Stołecznego Warszawa gen. bryg. Wiesław Grudziński, wiceprzewodniczący Komisji Obrony Narodowej Maciej Grubski, poseł do Parlamentu Europejskiego Karol Karski, wiceprzewodnicząca Komisji Obrony Narodowej Jadwiga Zakrzewska, Akademia Obrony Narodowej, 6 Brygada Powietrznodesantowa w Krakowie, 10 Opolska Brygada Logistyczna, Katedra polowa Wojska Polskiego, Prezydent Miasta Bydgoszczy Rafał Bruski, Prezydent Miasta Krakowa Jacek Majchrowski, Prezydent Miasta Łodzi Hanna Zdanowska. 
Pośmiertnie medalem zostali odznaczeni: gen. Franciszek Gągor i gen. Bronisław Kwiatkowski.